# Virginia Vera
Virginia Vera (Pavía, 14 de abril de 1898 - Buenos Aires, 12 de abril de 1949) fue una cantante, guitarrista, compositora y actriz de una amplia trayectoria en Argentina.

## Biografía
Virginia Vera nació en Pavía (en el norte de Italia), fruto del matrimonio compuesto por Teresa Guallini y Giuseppe Borioli, quienes ya tenían un hijo. Tras el pronto fallecimiento del padre (en 1902), el resto de la familia, junto a algunos parientes más, emigraron a la Argentina, estableciéndose como colonos cerca de Herrera Vegas, pequeño pueblo en medio de la provincia de Buenos Aires, que pertenece al partido de Hipólito Yrigoyen con cabecera en la ciudad de Henderson a 25 km de esta ciudad y a 34 km de Bolívar.
Poco tiempo después murió también la madre, pasando a ser criada por sus tíos, de apellido Roggero, que se habían instalado en Pehuajó. Sus tíos estaban muy preocupados por educar a todos los pequeños que tenían a su cargo y no dejaron de iniciarlos culturalmente en la música y el teatro. Aquiles Roggero (1913-1977), primo de Virginia 15 años menor que ella, llegaría con el tiempo a ser uno de los violinistas más exquisitos del tango.

## Carrera
En 1915 debutó como cancionista de repertorio criollo en una temporada del Circo Raffeto, en la localidad de Azul, adoptando para sus presentaciones el apellido de su marido. Hasta entonces había aparecido esporádicamente como actriz; de allí en más complementaría esta actividad con el canto, hasta que sus números como actriz comenzaron a disminuir y las canciones a aumentar.
Trabajó tanto en teatros, cines como en confiterías. En este largo período de afianzamiento definió claramente su forma de cantar, fuertemente influenciada por payadores y cantores de tierra adentro; a la vez que centró su repertorio en la música rural bonaerense y el tango.
Su llegada a la radiofonía se producirá recién en 1927, ante los micrófonos de LT3 Radio Sociedad Rural de Cerealistas, de Rosario, ciudad en la que estaba viviendo desde 1926. Al año siguiente se mudó al pleno centro (avenida Corrientes y calle Pasteur) de la ciudad de Buenos Aires.
Su primera aparición en una sala porteña fue en el cine Rex, de la avenida Córdoba; de allí ascendió a locales cada vez más importantes, acompañándose ella misma o convocando a otros guitarristas (Humberto Canataro, Roberto Pedretti, Alberto Remersaro, Héctor Besada, Hugo Zamora, Guillermo Casella y José Barone). Paralelamente, no dejó de pasar por casi todas las radios porteñas, comenzando por Radio Prieto y siguiendo por LR5 Radio Excelsior, LR9 Radio Fénix, LR4 Radio Splendid y, sobre todas ellas, la radio que la catapultara a su mejor momento, en mitad de los años treinta, gracias a las audiciones presentadas por Tito Martínez del Box y auspiciadas por el jabón Federal: LR3 Radio Belgrano. También cumplía regularmente con presentaciones en provincias, viajando desde la Patagonia hasta los territorios del Norte.
En 1930 inició su labor discográfico cuando firma un contrato para grabar en el sello Columbia, propiedad de la empresa Cinema y Música SRL. A la cancionista se le asigna el serial de discos A-6.800, comenzando por la placa de este número, que contiene en su lado A el tango ¿Por qué te has ido? (hermoso y olvidado tango de Sciammarella y Enrique Cadícamo) y en su lado B la cifra Luna gaucha (con música de su marido Fabián Vera sobre versos de Supparo).
El serial de Virginia Vera en el sello Columbia concluye en 1931, con el disco A-6.816, conteniendo en su lado A la tarantela A Piedigrotta (de Antonino Cipolla y Jesús Fernández Blanco) y en su lado B el tango El precio de un beso (de Canataro y Garrido). En total fueron 34 los temas grabados por Virginia Vera en Columbia.
En 1931 intervino en el rodaje de unas escenas adicionales para el reestreno sonorizado del filme mudo Nobleza gaucha, de Eduardo Martínez de la Pera y Ernesto Gunche de 1915. Debido a su gran éxito, a las secuencias originales, de 15 años atrás con Orfilia Rico, Celestino Petray, María Padín y Arturo Mario, se les agregaron unas escenas con canciones por Patrocinio Díaz y Virginia. Esta versión sonorizada se presentó al público el 9 de octubre de 1931.
Exactamente lo mismo se hizo en 1932 con Santos Vega de Carlos R. De Paoli de 1917. Se trataba de un antiguo filme mudo con Ignacio Corsini y José Podestá y, nuevamente, Moglia Barth encaró su sincronización, añadiéndole ahora escenas con canciones y diálogos por Virginia, Patrocinio Díaz, Dorita Davis, Raúl Romero y Fedora Cabral. La American Film la distribuyó en abril de aquel año. En ese mismo año también compuso el tema Barrio pobre.
El 28 de junio de 1937 volvió a grabar; en este caso para Odeón, dejando el N.º 11.680, cabeza de serie y único disco de Virginia como solista en esta empresa, que publicó en el lado A la milonga Lo que quiero tener, con música propia sobre un poema de Gualberto Márquez: Charrúa y en el lado B la canción norteña El embrujao (de Suárez y Savastano). Por esta época la secundaban con sus guitarras los hermanos Juan, Asencio y Ramón Rodríguez.
El 15 de diciembre de 1944 volvió a Odeón, aunque sólo para intervenir como estribillista en una grabación del conjunto de Rafael Rossi: el vals Rosa de otoño, cantando junto con los hermanos Casadei.
Una faceta importante en la carrera de Virginia fue su labor como compositora, dejando obras como:
- Amanecer (milonga).
- De mi tierra (cifra).
- El lagarto (estilo).
- El mate (milonga).
- Idilio gaucho (ranchera).
- La cautiva del Paraná (habanera).
- Lo que quiero tener (milonga)[5]
- Madre (estilo).
- Memorias a Carlitos Gardel (milonga).
- Paraguaya yo te quiero (canción paraguaya).
- Por la razón o la juerza (ranchera).
- Tristeza gaucha (milonga)[6]

En 1947, la dirección del Archivo General de la Nación le pidió que deposite allí dos grabaciones particulares, pues se consideraba de suma importancia que la cancionista dejase un testimonio de su estilo interpretativo en registros de consulta pública. Esta actitud, totalmente fuera de lo común, llevó a que Virginia Vera grabase en aquel año un acetato acompañándose ella misma con su guitarra, dejando así para dicha institución el estilo Guitarra (de Irusta y Bigeschi) y la cifra De mi tierra, con música propia y versos de Luis García Morel.

### Discografía
- Vieja calesita(TG)-1930(Disco 6801).
- Bromuro(TG)-1930(Disco 6801).
- Recoleta(TG)-1930(Disco 6802).
- Como anillo al dedo(R)1930-(Disco 6802).
- Hay yerra en el cardal(R)-1930(Disco 6803).
- Largalo!(TG)-1930(Disco 6804)[7]
- Sin tu cariño(ZB)-1930(Disco 6804).
- Por un amor(TO)-1930(Disco 6805).
- Sentimiento criollo(V)-1930(Disco 6805).
- Mis pobres sueños(TG)-1930(Disco 6808
- Tristeza gaucha(ES)-1930(Disco 6808).
- Chiruza(TG)-1931(Disco 6809).
- El pingo del amor(R)-1931(Disco 6810).
- Por aquello que más quiera(TG)-1931(Disco 6810).
- Alborada campera(ZB)-1931 (Disco 6811).
- Por que lloras muchacha(TG)-1931(Disco 6812).
- Paso a la historia(TG)-1931(Disco 6813).
- Mentiras(TO)-1931 (Disco 6814).
- Lo que quiero tener-1937(Disco 11680).
- El embrujado(C)-1937(Disco 11680).

## Vida privada
Se casó el 17 de octubre de 1914 con Juan Fabián Vera, un administrador del circo criollo Tony Lobande, y ocasionalmente guitarrista y compositor de cosas gauchas. De este matrimonio nacieron cuatro hijos: José Fabián, 
Eufemio Luis, Juan Carlos y Alba Teresa.

## Fallecimiento
En febrero de 1949, cuando Virginia Vera tenía 50 años, una grave enfermedad la obligó a retirarse de su profesión. Murió el 12 de abril de 1949.
Su velatorio se realizó en la sede del Círculo Tradicionalista Leales y Pampeanos, del que ella era madrina.